# Sphaerolejeunea
Sphaerolejeunea là một chi rêu tản thuộc họ Lejeuneaceae.

## Danh sách loài
Chi này có các loài sau (tuy nhiên danh sách này có thể chưa đủ):
- Sphaerolejeunea umbilicata, Herzog